# Hoplodrina superstes
Hoplodrina superstes là một loài bướm đêm trong họ Noctuidae.